# ريكس فريدريك
ريكس فريدريك (16 ديسمبر 1936 - ) (بالإنجليزية: Rex Frederick)‏ هو مدرب كرة سلة ولاعب كرة سلة أمريكي في مركز هجوم قوي الجسم. لعب مع أوبرن تايغرز ‏.

## وصلات خارجية
- ريكس فريدريك على موقع كلية كرة السلة في سبورتس رفرنس.كوم (الإنجليزية)
- ريكس فريدريك على موقع قاعة ألاباما للمشاهير الرياضية (مؤرشف) (الإنجليزية)